# Śruti
Śruti (devanāgarī: श्रुति; anche Śrūti o Śrúti: lett. "ascoltato"), è la conoscenza udita al principio dei tempi e trasmessa oralmente dalla casta sacerdotale dei brahmani.

## Descrizione
Questo corpo di conoscenze sacre, secondo la tradizione brahmanica e induista, non è stato originariamente composto dagli uomini ma trasmesso così come è ai "cantori" delle origini (ṛṣi) e quindi è indicato con il termine di apauruṣeya (non composto da alcuno).
Il corpo dei testi appartenenti alla Śruti è ritenuto l'autorità principale della religione induista.
Appartengono alla Śruti:
- le quattro Saṃhitā (संहिता), cioè i veda: Ṛgveda (ऋग्वेद), Sāmaveda (सामवेद), Yajurveda (यजुर्वेद) e Atharvaveda (अथर्ववेद), composte, secondo gli studiosi, tra il 2000 a.C. e il 1100 a.C.[2];
- i Brāhmaṇa (ब्राह्मणं), commentari alle quattro saṃhitā composti secondo gli studiosi tra il 1100 a.C. e l'800 a.C.;
- le Āraṇyaka (आरण्यक), testi esoterici riservati agli eremiti delle foreste o comunque recitati al di fuori del contesto dei villaggi, composte secondo gli studiosi, tra il 1100 e l'800 a.C.;
- le Upaniṣad (उपिनषद) vediche, opere di ulteriore approfondimento composte, secondo gli studiosi, tra l'800 e il 500 a.C.